# Sciaphila takakumensis
Sciaphila takakumensis là một loài thực vật có hoa trong họ Triuridaceae. Loài này được Ohwi miêu tả khoa học đầu tiên năm 1938.